# Wesełe (rejon charkowski)
Wesełe (ukr. Веселе) – osiedle na Ukrainie, w obwodzie charkowskim, w rejonie charkowskim. W 2001 liczyło 1317 mieszkańców.